# Ruben Nembhard
Ruben R. Nembhard (Bronx, 20 febbraio 1972) è un ex cestista statunitense, professionista nella NBA, in Europa, Sudamerica e Australia.

## Statistiche

### College
| Anno      | Squadra            | PG | PT | MP   | TC%  | 3P%  | TL%  | RP  | AP  | PRP | SP  | PP   |
| --------- | ------------------ | -- | -- | ---- | ---- | ---- | ---- | --- | --- | --- | --- | ---- |
| 1993-1994 | Weber St. Wildcats | 30 | 28 | 29,9 | 41,3 | 25,7 | 59,1 | 4,5 | 3,9 | 1,7 | 0,1 | 13,2 |
| 1994-1995 | Weber St. Wildcats | 28 | 27 | 37,1 | 46,2 | 27,5 | 71,3 | 5,2 | 4,2 | 2,2 | 0,3 | 19,9 |
| Carriera  | Carriera           | 58 | 55 | 33,4 | 44,1 | 26,7 | 65,5 | 4,8 | 4,0 | 1,9 | 0,2 | 16,4 |

### NBA

#### Regular Season
| Anno      | Squadra             | PG | PT | MP   | TC%  | 3P% | TL%  | RP  | AP  | PRP | SP  | PP  |
| --------- | ------------------- | -- | -- | ---- | ---- | --- | ---- | --- | --- | --- | --- | --- |
| 1996-1997 | Utah Jazz           | 8  | 0  | 11,8 | 41,4 | 0,0 | 80,0 | 1,0 | 1,5 | 0,8 | 0,0 | 4,0 |
| 1996-1997 | Portland T. Blazers | 2  | 0  | 9,5  | 50,0 | 0,0 | -    | 0,0 | 2,5 | 1,5 | 0,0 | 4,0 |
| Carriera  | Carriera            | 10 | 0  | 11,3 | 43,2 | 0,0 | 80,0 | 0,8 | 1,7 | 0,9 | 0,0 | 4,0 |

## Palmarès
- All-CBA First Team (2002)